# Joe Egan

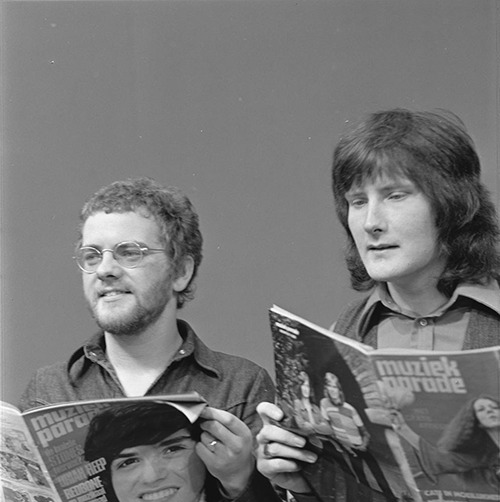
Joe Egan (links) mit Gerry Rafferty, 1973

Joe Egan (* 18. Oktober 1946 in Paisley, Schottland; geboren als Joseph Egan; † 6. Juli 2024) war ein britischer Sänger und Songwriter.

## Stealers Wheel
In den 1960er Jahren spielte Joe Egan zusammen mit seinem Schulfreund Gerry Rafferty (1947–2011) in verschiedenen kleineren britischen Bands, z. B. den Sensors oder den Mavericks und arbeitete als Session-Musiker. 1972 gründete er zusammen mit Rafferty die Folk-/Rockband Stealers Wheel. Der Titel Stuck in the Middle with You, den er zusammen mit Rafferty geschrieben hatte, wurde 1973 nach zwei gefloppten Singles ein Überraschungshit und konnte sich in den Top Ten der amerikanischen und britischen Charts platzieren.
Rafferty stieg danach bei Stealers Wheel aus und überließ Egan die Rolle des Bandleaders. Auf den beiden Videos von Stuck in the Middle with You sieht man Egan auch in den Parts den Sänger mimen, in denen eindeutig Rafferty singt. Noch vor den nächsten Plattenaufnahmen kehrte Rafferty zur Band zurück, was zur Folge hatte, dass alle anderen Musiker außer Egan ausstiegen. Das zweite Album Ferguslie Park wurde daher von Gerry Rafferty und Joe Egan als Duo mit Begleitmusikern aufgenommen. Daraus wurden zwei kleinere Hits ausgekoppelt, das von beiden geschriebene Everyone's Agreed That Everything Will Turn Out Fine und das von Joe Egan allein komponierte Star.
Danach schien die Partnerschaft der beiden nicht mehr zu klappen. Schleppende Verkaufszahlen und künstlerische Differenzen führten noch vor Veröffentlichung des dritten Albums Right Or Wrong zur Auflösung von Stealers Wheel im Jahr 1975.
Die beiden Songwriter gingen von nun an getrennte Wege. Da beide noch an komplizierte Verträge gebunden waren, konnten sie zunächst drei Jahre lang keine weiteren Aufnahmen veröffentlichen.

## Solokarriere
Joe Egan veröffentlichte sein erstes Soloalbum Out Of Nowhere im Jahr darauf. Es fand besonders in Deutschland begeisterte Kritiken ("bestes Folk-Rock-Album des Jahres", "besser als Raffertys Debütalbum"), verkaufte sich aber nur spärlich. Auch die Single-Auskopplungen Back on the Road und Out of Nowhere konnten sich nicht in den Charts platzieren.
1981 erschien Joe Egans zweites Album mit dem Titel Map. Es war rockiger und mit dem damals modernen Keyboard-Sound, fand aber kaum Beachtung und konnte keine kommerziellen Erfolge verbuchen. Da Joe Egan ohnehin nicht gerne in der Öffentlichkeit stand, zog er sich zurück und ließ zehn Jahre lang nichts mehr von sich hören.
Anfang der 1990er Jahre war wohl kurzzeitig eine Stealers-Wheel-Reunion geplant, denn Egan besuchte Rafferty wieder im Studio von Hugh Murphy und sang auch auf einigen Titeln von On A Wing & A Prayer mit. Over My Head aus dem Jahr 1994 bestand zu einem Großteil aus Kompositionen von Joe Egan, wurde aber von Gerry Rafferty gesungen. Der Titel Trouble With Love, auf dem unverkennbar Joe Egan die Solostimme beisteuerte, blieb bis heute unveröffentlicht.

## Diskografie (Alben)
- 1979: Out Of Nowhere
- 1981: Map